# Pygarctia
Pygarctia là một chi bướm đêm thuộc phân họ Arctiinae, họ Erebidae.

## Các loài
- Pygarctia abdominalis Grote, 1871
- Pygarctia angelus  (Dyar, 1907)
- Pygarctia eglenensis  (Clemens, 1861)
- Pygarctia flavidorsalis Barnes & McDunnough, 1913
- Pygarctia haematodes Dyar, 1921
- Pygarctia lorula Dyar, 1914
- Pygarctia matudai (Beutelspacher, 1978)
- Pygarctia murina (Stretch, 1885)
- Pygarctia neomexicana Barnes, 1904
- Pygarctia pterygostigma Dyar, 1909
- Pygarctia roseicapitis (Neumoegen & Dyar, 1893)
- Pygarctia spraguei (Grote, 1875)